# 莫納斯特里斯卡區

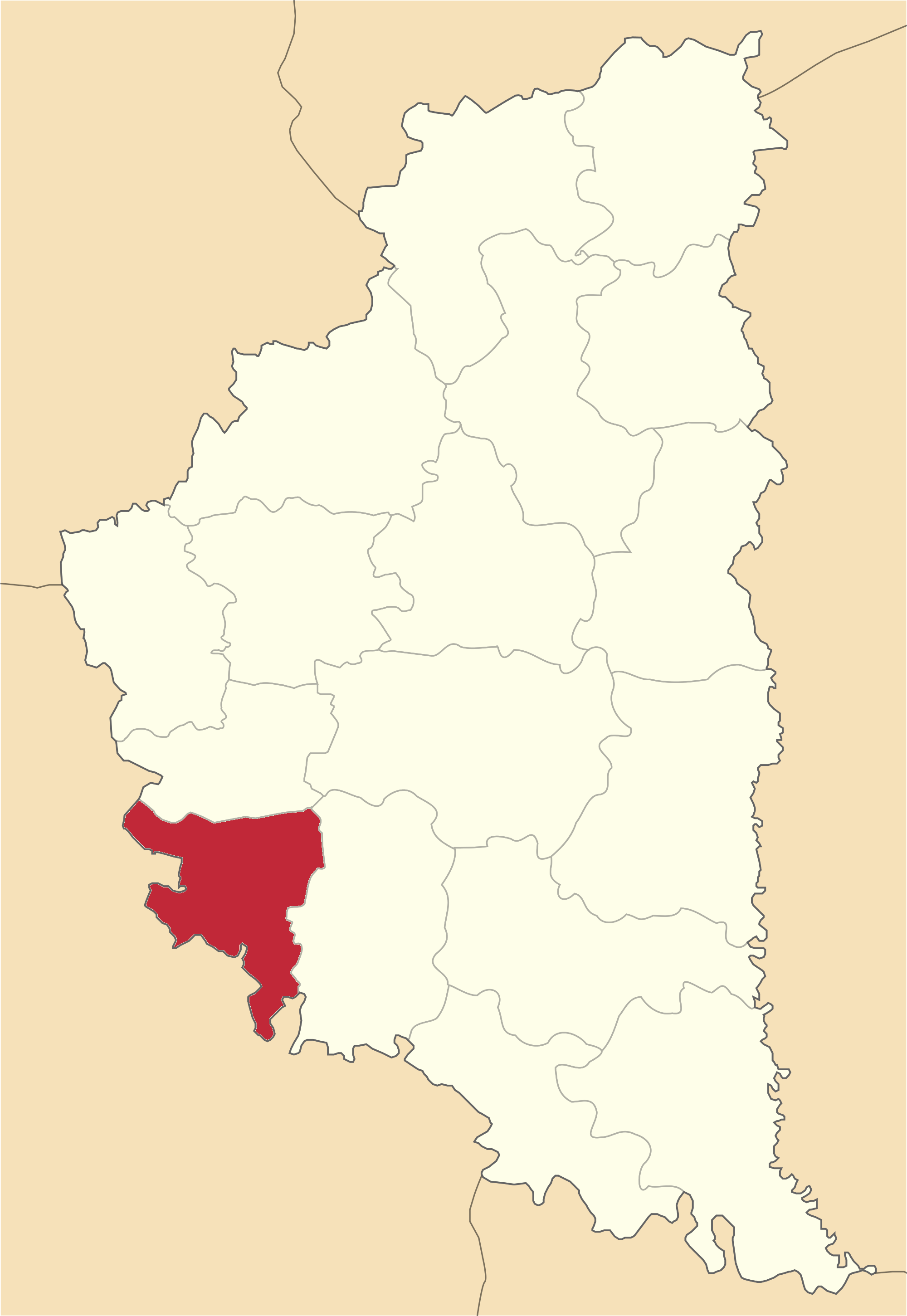

莫納斯特里斯卡區（烏克蘭語：Монастириський район）是位於烏克蘭西部捷爾諾波爾州的舊區，首府設於莫納斯特里斯卡，並於2020年被撤銷。該區面積558平方公里，2015年人口28,834，人口密度每平方公里51.67人。